# Stanisław Lewanowicz
Stanisław Lewanowicz (ur. 1943) – polski matematyk, profesor nauk matematycznych,
specjalizujący się w metodach numerycznych wielomianów ortogonalnych i funkcji specjalnych, nauczyciel akademicki.

## Życiorys
Ukończył studia matematyczne na Uniwersytecie Wrocławskim w roku 1967.
Stopień doktora otrzymał w 1975 r. na UWr. na podstawie rozprawy Konstrukcja związku rekurencyjnego najniższego rzędu dla współczynników szeregu Gegenbauera, napisanej pod kierunkiem prof. Stefana Paszkowskiego.
Po przedstawieniu w 1987 r. rozprawy pt. Związki rekurencyjne dla współczynników i momentów Jacobiego otrzymał na Uniwersytecie Wrocławskim stopień doktora habilitowanego.
5 marca 2004 r. otrzymał tytuł naukowy profesora nauk matematycznych.
Do 2014 r. był pracownikiem Uniwersytetu Wrocławskiego.
Pełnił funkcje prodziekana Wydziału Matematyki i Informatyki (1996-1999), zastępcy dyrektora Instytutu Informatyki (lata 1977-1981 oraz 1987-1996) i kierownika Zakładu Metod Numerycznych (2001-2014).
Jest autorem ponad 50 prac naukowych.

## Wybrane publikacje
- Recurrence relations for hypergeometric functions of unit argument, Mathematics of Computation 45 (1985), 521-535. Errata ibid. 48 (1987), 853.
- Results on the associated classical orthogonal polynomials, Journal of Computational and Applied Mathematics 65 (1995), 215-231.
- Dual generalized Bernstein basis (wspólnie z P. Woźnym), Journal of Approximation Theory 138 (2006), 129-150.
- Two-variable orthogonal polynomials of big q-Jacobi type (wspólnie z P. Woźnym), Journal of Computational and Applied Mathematics 233 (2010), 1551-1564.